# Claudia Ciesla

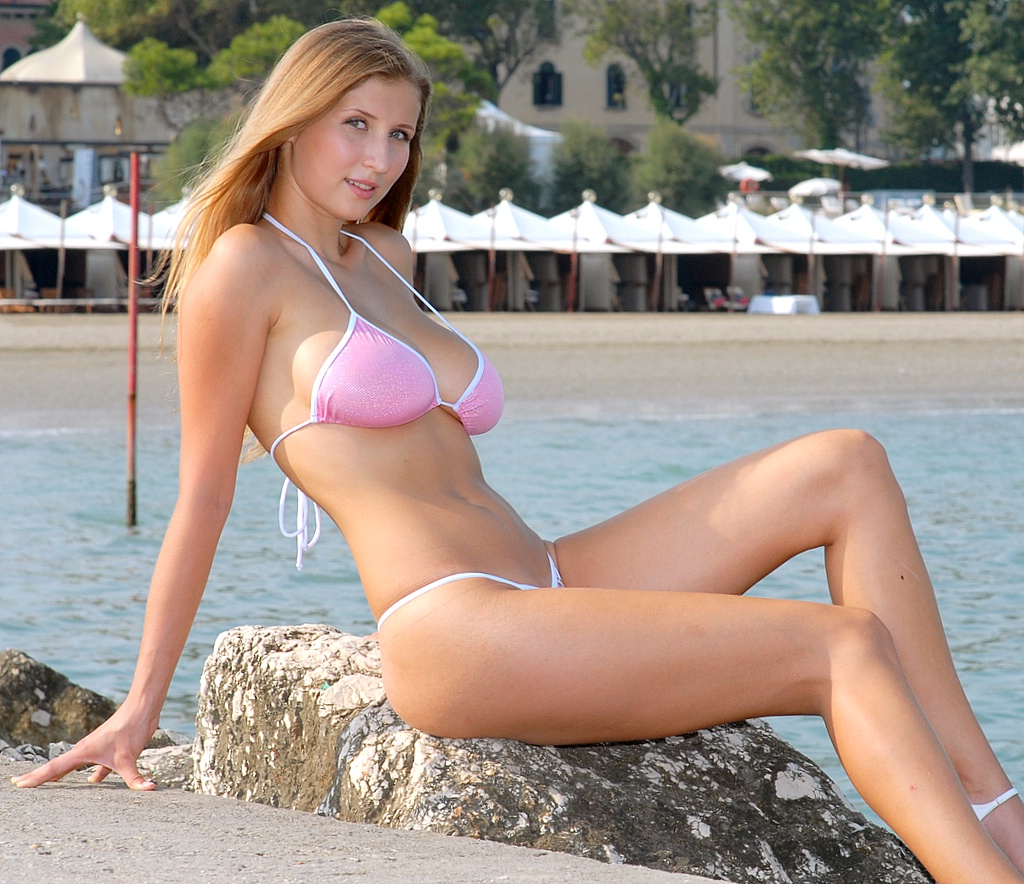
Claudia Ciesla

Claudia Ciesla (ur. 12 lutego 1987 w Wodzisławiu Śląskim) – niemiecka modelka, fotomodelka, piosenkarka, aktorka polskiego pochodzenia.

## Życiorys
Karierę rozpoczęła w 2003 roku. Pracowała jako modelka i aktorka w Niemczech, mieszkając w bawarskim Bambergu. Często pojawiała się w gazecie Bild, miała tam ok. 15 publikacji na pierwszej stronie. Robiła sesje zdjęciowe w takich niemieckich czasopismach jak Bild, Matador, Maxim, Autobild, Autotuning, Motor-Freizeit czy austriackim Trends.
Claudia reklamowała takie produkty jak: Moschen-Bayern (ekskluzywna moda stroi bawarskich), Zsport (moda sportowa), Annah RoXXAH (Les Chale des Stars – Moda), ORANGEDENTAL (urządzenia dentystyczne), JACUZZI Whirlpools, Pille-Film (sprzęt filmowy), Oktoberfest (festiwal piwny), Whiskyship.ch (Wielki Festyn Whisky w Zurychu), Damüls – zimowisko w Austrii.
W marcu 2006 roku Claudia Ciesla wygrała konkurs "Germany's Super Girl" w internecie, organizowany przez takie gazety i stacje TV jak: Auto Bild, Bild, Sat.1, T-Online i Kabeleins. W maju 2006 gazeta Bild wybrała ją maskotką Mistrzostw Świata 2006 w piłce nożnej kobiet (Fußball Worldcup Girl). Jej zdjęcia ukazywały się wówczas siedmiokrotnie na pierwszej stronie gazety Bilda.
W październiku w 2007 roku występowała ze swoją piosenką Mir ziagt koaner´s Dirndlgwandel aus jako finalistka w międzynarodowym Festiwalu Muzycznym Alpen Grand Prix 2007 w Meranie we Włoszech. W 2007 roku zagrała w 5. odcinkach w niemieckim serialu internetowym Beach Baby Constance, w roli Daisy Vandenburg.
W 2008 roku Claudia Ciesla została wybrana jako "Królowa Śniegu 2008" (Schneekönigin 2008) w Austrii. W lutym 2008 roku Claudia Ciesla zagrała rolę Lindy w międzynarodowym bollywoodzkim filmie Karma nakręconym w Indiach. W czerwcu tego samego roku Claudia Ciesla nagrała piosenkę pod tytułem I love dancing in Espania. Kompozytorem i producentem piosenki jest Anglik Gordon Lorenz, natomiast teledysk do piosenki został nakręcony w Landudno (Walia), natomiast sam album pojawił się na rynku 10 sierpnia. W lipcu zagrała jedną z ról we włoskim serialu Outsiders in Palermo, który został nakręcony w Palermo. W sierpniu 2008 roku Claudia zagrała jedną z głównych ról w niemiecko–indyjskim filmie Ki Jana Pardes. Na przełomie sierpnia i września Claudia Ciesla zagrała w filmie 10:10 w roli niemieckiej dziennikarki pracującej w Kalkucie u boku aktora Soumitra Chatterjee.